# Patsa
Patsa (georgiska: ფაწა) är ett vattendrag i Georgien. Det ligger i den centrala delen av landet, 110 km nordväst om huvudstaden Tbilisi.